# Schizonycha geilenkeuseri
Schizonycha geilenkeuseri är en skalbaggsart som beskrevs av Brenske 1898. Schizonycha geilenkeuseri ingår i släktet Schizonycha och familjen Melolonthidae. Inga underarter finns listade i Catalogue of Life.